# Musa balbisiana
El plàtan rosat (Musa balbisiana), també denominat plàtan mascle, és una planta tropical de la família de les musàcies, un dels progenitors de la banana o plàtan comercial, Musa × paradisiaca. Avui la immensa majoria dels exemplars plantats per a obtenir fruit procedeixen d'alguna varietat cultivar obtinguda per hibridació de M. acuminata i M. balbisiana, però aquesta darrera es conrea encara. A les illes Ryukyu del Japó s'utilitza per a la fibra tèxtil obtinguda de les seves fulles, amb el nom de ito-basho.

## Característiques
M. balbisiana és una planta perenne, de molta grandària; a diferència de M. acuminata, que és marcadament polimòrfica, presenta una notable regularitat en la seva aparença.
Com les altres espècies de Musa, M. balbisiana manca de veritable tronc. Al seu lloc, posseeix beines foliars que es desenvolupen formant estructures anomenades pseudotalls, similars a fusts verticals de fins a 30 cm de diàmetre basal, encara que no són llenyosos. Aconsegueixen 7 m d'altura, de color verda o groga verdosa intensa, que permet distingir-lo amb facilitat de M. x paradisiaca, més clara; la part distal de les beines presenta marques negres, mentre que la basal s'orla de vermell. Ambdues són glauques i pruïnoses.
Produeix nombrosos plançons a partir de rizomes superficials o subterranis, que són la principal forma de difusió dels híbrids o varietats triploides; els plançons reemplacen la tija principal després de florir i morir aquest. Les fulles són llises, tendres, oblongues, amb l'àpex troncat i la base rodona o lleugerament cordiforme, verds pel feix i més clares i normalment glauques pel revés, amb les nervadures groguenques. Disposades en espiral, es despleguen fins a atènyer 3 m de llarg i 60 cm d'ample; el pecíol té fins a 60 cm, còncau per la part superior, amb els extrems gairebé tocant-se per sobre del canal adaxial. Els seus marges són poc visibles en la part superior i més pronunciats al costat de la beina, moltes vegades orlats de negre.
Les flors formen inflorescències penduloses, amb el peduncle i el raquis glabres; prenen forma d'espigues terminals, de les quals les 10 a 15 primeres fileres són de flors femenines, amb les masculines en la part superior. Les floracions masculines formen capolls ovoides a elípcios, amb les bràctees imbricant-se en l'àpex troncat. Són una 20 per bràctea, en dues files. El tèpal compost arriba a 5 cm de llarg i 1,2 d'ample; és blanquinó o més rarament violaci per l'interior, amb la color transpareixent a la vista de part de fora com una delicada tonalitat purpúria. La seva part superior és groga a taronja, amb les dents de prop de 5 mm de llarg, els dos més externs amb un apèndix filiforme de fins a 2 mm de llarg. El tèpal lliure és aproximadament de la meitat de grandària, blanc o rosaci, obtús o troncat, amb l'apícula mucronada i curta.
El fruit és una falsa baia de forma lineal o falcada, de 7 a 15 cm de llarg i fins a 4 de diàmetre, que forma un ram compacte. És coberta per un pericarp coriaci verd en l'exemplar immadur i groc intens en madurar. L'extrem basal s'estreny abruptament cap a un pedicel i 1 a 2 cm. La polpa és blanca, rica en midó i dolç. Punts negres que clapegen la polpa són la resta dels òvuls no desenvolupats. Les llavors són negres, globoses o irregulars, amb la superfície rugosa, de fins a 6x5 mm de grandària, i incrustades en la polpa. Com més quantitat de llavors, més el fruit es fa gran.

## Genètica
M. balbisiana és diploide, amb 2n=22. Molts dels cultivars comercials són triploides d'origen híbrid amb M. acuminata. En la classificació genètica de les bananes, cada joc cromosòmic procedent d'aquesta espècie s'indica amb una B majúscula. Així, M. balbisiana silvestre és BB, mentre que M. acuminata és AA (forma silvestre així com el conrear "Ladyfinger"). Les varietats hibridades són AB (en el cas de la varietat Ney Poovan), AAB (per exemple, la banana Latundan), AAAB (Goldfinger banana), AABB (Pisang Awak coneguda també com a banana Ducasse), ABB (per exemple, alguns plàtans tals com Blue Java/Ice Cream); aquestes darreres inclouen la major part dels anomenats plàtans mascles, conreats per a llur consum cuit en raó de la més gran proporció de fècula en el fruit. Hi ha també varietats triploides de M. acuminata, anomenades AAA, que inclouen les bananes Cavendish i uns altres cultivars importants a escala comercial.

## Hàbitat i distribució
M. balbisiana és nativa de Australasia; creix naturalment a la regió del sud-est asiàtic, de l'Índia a la Xina, on de fa temps es van seleccionar híbrids amb M. acuminata per al cultivament. Requereix sòls fèrtils, lleugerament àcids o neutres; prefereix un sòl més dens i menys sorrenc que M. acuminata, i tolera molt millor la sequera. No tolera la sal. Prefereix el sol ple, encara que suporta la semisombra. D'acord les condicions climàtiques, pot créixer fins a 2000 msnm.
Es conrea també a les illes Ryukyu, on es va introduir de la Xina o les Filipines, per la fibra obtinguda de les seves fulles. En alguns llocs s'empra el fruit, collit verd, i les flors masculines en conserva com a verdura.

## Sinonímia
- Musa troglodytarum L.
- Musa sapientum L. sensu W.Roxburgh senar L.
- Musa brachycarpa Backer
- Musa sapientum subsp. seminifera forma pruinosa king
- Musa sapientum var. pruinosa
- Musa liukiuensis (Matsum.) Makino
- Musa paradisiaca subsp. seminifera var. pruinosa King ExK.Schum.
- Musa sapientum var. pruinosa (King ExK.Schum.) A.M.Cowan & Cowan
- Musa × sapientum var. liukiuensis Matsum.
- Musa seminifera Lour.
- Musa dechangensis J.L.Liu & M.G.Liu
- Musa lushanensis J.L.Liu
- Musa luteola J.L.Liu